# Toda Galíndez de Aragón
Toda Galíndez o Toda de Aragón, hija de Galindo II Aznárez, conde de Aragón y de Acibella de Gascuña, hija a su vez de García I de Gascuña y Aimena de Périgord. Vivió de pequeña el golpe de Estado de Pamplona (905), patrocinado por su padre, del que resultó el cambio de la dinastía Íñigo-Arista pamplonesa por la de Jimena, otra rama más favorable a los intereses de Aragón.

## Biografía

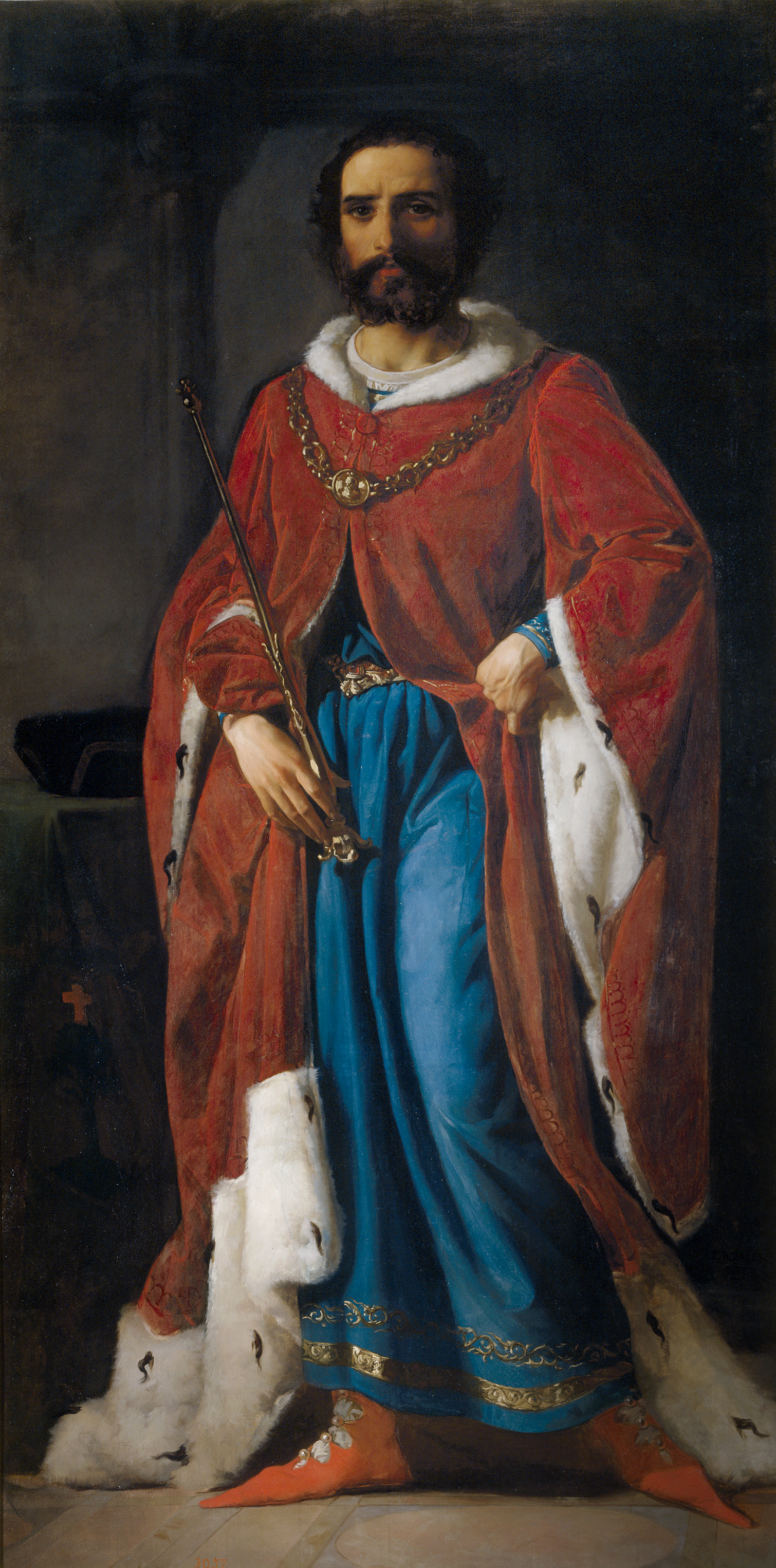
Galindo II Aznárez, por Eduardo Rosales. 1857. (Museo del Prado, Madrid)

Toda de Aragón se crio en un ambiente palaciego. Educada con sus hermanas en la Corte de Aragón, Toda Galíndez pronto fue entregada en matrimonio a un descendiente del conde de Ribagorza. El matrimonio se celebraría hacia el año 910. Su marido, Bernardo I de Ribagorza era el primer hijo de Ramón I de Ribagorza y Pallars y de su esposa Guinegenta. El condado de Ribagorza adquirió independencia de la Casa de Tolosa con Ramón I (884-920), padre de su esposo. Se construyen castillos y fortalezas que más tarde se convertirán en señoríos; y se fundan monasterios: Alaón (806-814), Taberna (839), Lavaix (848), Obarra (874), Benasque (c. 1015). Incluso se constituye un obispado propio, aunque más o menos subordinado al de la Seo de Urgel, en Roda de Isábena, aunque limitado al condado de la Ribagorza y no al de Pallars. Uno de sus descendientes sería su obispo.

## Descendientes
De su matrimonio con Bernardo I de Ribagorza, hijo de Ramón I de Ribagorza y Pallars y de su esposa Guinegenta, nacieron :
- Ramón II de Ribagorza (muerto en 970), conde de Ribagorza.
- Galindo de Ribagorza, casado en 930 con Velasquita de Pamplona, hija de Sancho Garcés I y Toda Aznárez de Pamplona.